# Serrasalmus humeralis
Serrasalmus humeralis és una espècie de peix de la família dels caràcids i de l'ordre dels caraciformes.

## Morfologia
- Els mascles poden assolir 20 cm de llargària total.[5]

## Reproducció
És ovípar.

## Hàbitat
Viu en zones de clima tropical.

## Distribució geogràfica
Es troba a Sud-amèrica: conca del riu Amazones. És l'única espècie de piranya que, als Estats Units, va aconseguir establir una població reproductora al comtat de Dade (Florida), la qual fou erradicada l'any 1981.

## Observacions
- Tot i que posseeix una forta dentadura, no és una espècie perillosa per als humans.[5]
- En ésser capturat amb xarxes de pesca, ha de ser-ne alliberat immediatament perquè ataca els altres peixos atrapats.[8]